# Chiến dịch phòng thủ Tikhoretsk–Stavropol
Chiến dịch phòng thủ Tikhoretsk–Stavropol là một trong các hoạt động quân sự đầu tiên của quân đội Liên Xô tại khu vực Bắc Kavlaz trong Chiến tranh Xô-Đức nhằm chống lại Cuộc hành quân Edelweiß của Cụm tập đoàn quân Nam (Quân đội Đức Quốc xã) vào Kavkaz. Diễn ra từ ngày 25 tháng 7 đến 28 tháng 8 năm 1942, đây là giai đoạn đầu tiên của Chiến dịch Kavkaz với một loạt các chiến dịch bộ phận kéo dài từ giữa mùa hè năm 1942 đến mùa thu năm 1943. Với binh lực tương đối vượt trội và yếu tố tấn công bất ngờ trong khi quân đội Liên Xô đang rút lui toàn diện trên cánh Nam mặt trận Xô-Đức, chỉ trong nửa tháng, quân đội Đức Quốc xã đã đánh chiếm một khu vực rộng lớn có diện tích hàng trăm nghìn km² gồm thảo nguyên Bắc Kavkaz và đồng bằng Kuban với tốc độ tiến công từ 50 đến 70 km/ngày. Đến ngày 5 tháng 8, quân đội Đức Quốc xã đã đánh chiếm hầu hết các mục tiêu quan trọng nằm trên con đường sắt chiến lược từ Rostov đi Grozny. Tuy nhiên, không giống như những chiến dịch bao vây, chia cắt mà Cụm tập đoàn quân B (Đức) đã thực hiện cùng thời gian này trên bờ Tây sông Đông và sông Volga, quân đội Liên Xô đã chủ động rút lui về phía Nam và Tây Nam, kết hợp các đòn phản kích với việc lợi dụng địa hình, địa vật để làm chậm đà tiến công của Tập đoàn quân xe tăng 1; dựa vào các khu vực phòng thủ vững chắc trên sườn phía Bắc của dãy Kavkaz, từng bước chặn được quân Đức tại khu vực xung quanh ngọn núi Elbrus cao nhất châu Âu. Mặc dù đã sử dụng những đơn vị chuyên tác chiến miền núi như Quân đoàn bộ binh sơn chiến 49 (Đức), Quân đoàn bộ binh sơn chiến Alpino (Italia) và sư đoàn bộ binh sơn chiến 2 (România), quân Đức vẫn không sao vượt qua được dãy Kavkaz để tiến ra bờ Tây Biển Đen ở khu vực Sukhumi.
Kết thúc chiến dịch, quân đội Liên Xô bị tổn thất khá lớn và phải rút sâu về các triền núi phía Bắc trên dãy núi Kavkaz chính để tổ chức phòng thủ, trấn giữa các con đèo quan trọng trên các tuyến đường quân sự qua dãy Kavkaz ra bờ Đông Biển Đen và xuống phía Nam Kavkaz. Chiến dịch phòng thủ Tikhoretsk-Stavropol của quân đội Liên Xô mặc dù không đạt được mục tiêu bảo vệ các thành phố quan trọng ở Bắc Kavkaz nhưng quân đội Đức Quốc xã cũng không thể bao vây, tiêu diệt các tập đoàn quân Liên Xô tại mặt trận Bắc Kavkaz và chính những tập đoàn quân này, sau khi chủ động rút lui và tổ chức phòng thủ chặt chẽ đã làm tiêu tan ý đồ của Bộ Tổng chỉ huy quân đội Đức Quốc xã muốn đánh chiếm vùng dầu mỏ chiến lược ven biển Caspi, mở đường tiến ra Trung Đông và Tây Á.

## Bối cảnh
Những diễn biến của chiến dịch phòng thủ Tikhoretsk-Stavropol diễn ra trong khi Cụm tập đoàn quân B của quân đội Đức Quốc xã đã cơ bản hoàn thành chiến dịch Voronezh (1942), Chiến dịch Blau đang được triển khai ở giai đoạn hai. Cụm Tập đoàn quân B (Đức) đang mở cuộc tấn công trực diện vào Stalingrrad (Chiến dịch Braunschweig). Vì vậy, quá nửa lực lượng dự bị của quân đội Liên Xô đều đổ dồn cho mặt trận Stalingrad và một phần đáng kể được giữ lại để phòng vệ hướng Moskva. Từ tháng 10 năm 1941, Tập đoàn quân xe tăng 1 (Đức) đã định luồn qua Rostov vào Kavkaz nhưng bị đẩy lùi trong đợt phản công mùa đông 1941-1942 của quân đội Liên Xô. Đến tháng 7 năm 1942, với việc các tập đoàn quân xe tăng Đức tiến đến bờ bắc sông Sal, một câu hỏi lớn đặt ra cho Bộ Tổng tham mưu quân đội Liên Xô: Thái độ của Thổ Nhĩ Kỳ sẽ ra sao? Do phải bảo vệ vùng biên giới Azerbaijan - Thổ Nhĩ Kỳ, Phương diện quân Ngoại Kavkaz (Liên Xô) có nguy cơ phải chiến đấu trên cả hai hướng. Vì vậy, 4 tập đoàn quân đã bị suy yếu sau các trận đánh mùa hè phòng ngự ở Nam sông Đông là một lực lượng khá mỏng so với hai tập đoàn quân mạnh của Quân đội Đức Quốc xã.
Ngày 19 tháng 7, một tuyến phòng ngự thứ hai của quân đội Liên Xô được dự kiến để bảo vệ hai hướng: Grozny-Makhachkala-Baku và tuyến đường quân sự Gruzia qua các con đèo ở phía Tây Bắc dãy Kavkaz với dự kiến huy động binh lực đến hai quân đoàn và 11 lữ đoàn bộ binh độc lập. Tuy nhiên, vì không có lực lượng dự bị rảnh rỗi, kế hoạch này chỉ được thực hiện vào giữa tháng 8, khi quân Đức đã gần như chiếm trọn vùng thảo nguyên Kuban và bắt đầu tấn công các căn cứ phòng thủ của quân đội Liên Xô trên các triền núi Kavkaz. Trong khi đó, quân đội Đức Quốc xã không để mất thì giờ một cách vô ích. Đến ngày 24 tháng 7, Tập đoàn quân xe tăng 1 và Tập đoàn quân 17 (Đức) đã vào vị trí xuất phát tiến công.

## Những diễn biến chính
Ngày 25 tháng 7 năm 1942, Cụm tập đoàn quân A (Đức) bắt đầu mở Chiến dịch Hoa nhung tuyết (Operation Edelweiß) với mục tiêu chọc thủng tuyến phòng ngự của quân đội Liên Xô ở bờ Nam sông Đông. Thê đội một tham gia tấn công gồm 8 sư đoàn bộ binh, Quân đoàn cơ giới F, 2 sư đoàn xe tăng, 1 sư đoàn cơ giới với tổng quân số 176.000 người, được trang bị 510 xe tăng, 4.540 pháo và súng cối với sự yểm hộ của khoảng 1.000 máy bay các loại. Thê đội hai được sử dụng để phát huy chiến quả và mở rộng phạm vi tác chiến gồm 7 sư đoàn bộ binh, 2 sư đoàn xe tăng, 1 sư đoàn cơ giới, 1 sư đoàn pháo chống tăng tự hành, 6 sư đoàn bộ binh sơn chiến và 2 sư đoàn kỵ binh. Ngay trong ngày đầu, Tập đoàn quân xe tăng 1 (Đức) vượt sông Đông ở phía Bắc Veselyy, đánh và hai bên sườn đội hình phòng ngự mỏng yếu của Tập đoàn quân 12 (Liên Xô) do thiếu tướng A. A. Grechko chỉ huy. Sư đoàn xe tăng 11 (Liên Xô) chỉ còn 30 xe tăng hầu như bị tiêu diệt trong các trận đánh giữa sông Đông và sông Manych. Ngày 28 tháng 7, Tập đoàn quân 12 (Liên Xô) bị tổn thất nặng và phải lùi về Ekaterinovsk, Bộ tư lệnh Phương diện quân Ngoại Kavkaz điều Tập đoàn quân 56 ra hướng Egorlysk nhưng quân đoàn xe tăng 3 (Đức) đã vượt sông Manych và tấn công ồ ạt về khu phòng thủ Salsk. Ở hướng Biển Đen, Tập đoàn quân 17 (Đức) sử dụng Quân đoàn bộ binh 42 có Sư đoàn xe tăng 22 làm mũi nhọn đột kích đã đánh bật Tập đoàn quân 18 (Liên Xô) khỏi Rostov. Các quân đoàn bộ binh 44 nhanh chóng vượt sông Đông và hướng đòn tấn công về Kushchevsky. Trên cánh trái, thay thế cho Tập đoàn quân xe tăng 4 được điều về hướng Kotelnikovo, Quân đoàn cơ giới F được tung vào trận đã nhanh chóng bẻ gãy sức kháng cự của Tập đoàn quân 37 (Liên Xô) và dồn tập đoàn quân này về phía Nam sông Sal, uy hiếp Salsk. Do tập đoàn quân 51 rút lui liên tục từ tuyến Kurmoyarsky Zimovniky về  Dagansk (???), phòng tuyến của Phương diện quân Ngoại Kavkaz vỡ thủng một mảng lớn trên cánh phải. Ở cánh trái, các tập đoàn quân 18 và 56 vừa chống đỡ vừa lùi trước sức tấn công ồ ạt của Tập đoàn quân 17 (Đức). Trên tuyến đường sắt Krasnodar - Stalingrad, các tập đoàn quân 12 và 37 không còn tuyến phòng ngự liên tục và đang bị Tập đoàn quân xe tăng 1 (Đức) truy kích về hướng Stavropol.
Ngày 28 tháng 7, Bộ Tổng tư lệnh tối cao quân đội Liên Xô giải thể Phương diện quân Nam, nhập Tập đoàn quân 51 vào Phương diện quân Stalingrad (cũ), nhập các tập đoàn quân còn lại vào Phương diện quân Ngoại Kavkaz và đổi tên thành Phương diện quân Bắc Kavkaz. Đại tướng I. V. Tyulenev được giao chỉ huy phương diện quân này. Các tập đoàn quân 46 và 47 (Liên Xô) được điều từ Azerbaizhan về phối hợp với Tập đoàn quân 9 thiết lập tuyến phòng thủ thứ hai ở sườn Bắc dãy Kavkaz. Tập đoàn quân 28 được giao nhiệm vụ phòng thủ thành phố Astrakhan trên cửa sông Volga. Khu phòng thủ Stavropol được thiết lập vội vã trong điều kiện thiếu thốn nên quân đội Liên Xô không kịp triển khai các thiết bị chống tăng. Không quân Đức chiếm ưu thế áp đảo về số lượng máy bay đã làm chủ vùng trời thảo nguyên Kuban, gây cho các đơn vị Liên Xô nhiều thiệt hại trong các cuộc rút quân và chặn kích. Mỗi sư đoàn của các tập đoàn quân 12 và 18 chỉ còn lại 800 đến 1.200 người. Tập đoàn quân 37 bị thiệt hại nặng nhất, mỗi sư đoàn chỉ còn từ 500 đến 800 tay súng. Những đơn vị này không thể giữ được thành phố Salsk trơ trọi giữa thảo nguyên trống trải khi phải đối phó với xe tăng và máy bay cường kích Đức.
Để chặn bước tiến của xe tăng Đức, ngày 29 tháng 7, Sư đoàn 11 của Quân đoàn đặc công 8 (Liên Xô) đã phá vỡ đập tràn tại hồ chứa nước Veselovsky, biến khu vực hạ lưu sông Manych tại khu vực phía Bắc Salsk thành một con sông lớn có chiều rộng lên đến 3–4 km. Mọi nỗ lực bắc cầu phao của quân Đức cho xe tăng vượt qua dải nước này đều vô hiệu. Tập đoàn quân xe tăng 1 của tướng Paul von Kleist phải chờ hai ngày cho nước rút. Tranh thủ quãng thời gian đó, các tập đoàn quân 12 và 37 đã thoát khỏi sự truy đuổi của các binh đoàn xe tăng Đức. Cũng với một cố gắng làm chậm bước tiến của xe tăng Đức, Tập đoàn quân 18 (Liên Xô) sử dụng lữ đoàn xe tăng 5 mở đường cho các sư đoàn bộ binh 176 và 318 đột kích phá hủy một đoạn đường sắt dài 2 km từ bờ bắc sông Eya đi Belaya Glina nhưng Tập đoàn quân 17 (Đức) đã đưa chủ lực của quân đoàn bộ binh 42 vượt sông Sosyka đánh vào phía sau các quân đoàn bộ binh 10 và 16 đang phòng thủ khu vực Tikhoretsk. Giống như ở Kharkov hồi mùa hè năm 1941, các sư đoàn bộ binh Liên Xô phải cố sức đánh đến người cuối cùng nhằm giảm tốc độ tấn công của các binh đoàn xe tăng Đức để tranh thủ thời gian, dù chỉ 1 đến 2 ngày cho dân cư cùng với một khối lương lớn lương thực, phương tiện, thiết bị công nghiệp được gấp rút sơ tán khỏi thảo nguyên Kuban về phía Nam dãy Kavkaz. Trước ngày 3 tháng 8, người Nga đã sơ tán được 206.700 con bò, 411.300 cừu và dê, 58.000 con ngựa, hơn 10.000 xe lúa mỳ cùng hàng chục vạn dân về Grozny, Baku, Tbilishi, Erevan.
Ngày 2 tháng 8, Quân đoàn xe tăng 3 (Đức) từ đội hình dự bị vượt lên đi vòng qua khu phòng thủ Salsk tiếp tục tấn công về Stavropol. Quân đoàn bộ binh 52 (Đức) có sư đoàn cơ giới 16 làm mũi đột kích đã đánh chiếm Salsk sau một trận đột kích ngắn. Ngày 3 tháng 8, sư đoàn cơ giới 16 tách ra và phát triển tấn công về hướng Astrakhan. Binh lực chủ yếu của Quân đoàn bộ binh 52 phối hợp với Quân đoàn cơ giới F lao nhanh về phía Budenovsk. Cùng ngày, các quân đoàn xe tăng 3 và 40 (Đức) đột kích trực diện và đánh chiến thành phố Stavropol hoàn toàn không gặp một sự khác cự nào đáng kể. Ngày 3 tháng 8, Quân đoàn xe tăng 3 (Đức) phát triển sang hướng Biển Đen và bị Tập đoàn quân 12 (Liên Xô) chặn lại tại khu phòng thủ Armavir. Quân đoàn xe tăng 40 tiếp tục tấn công về Grozny và bị các đơn vị còn lại của Tập đoàn quân 37 (Liên Xô) vừa rút khỏi Stavropol hôm trước chặn lại trên tuyến Kislovodsk, Piatigorsk, Georgiyevsk. Kể từ ngày phát động chiến dịch, không kể hai ngày phải dừng lại do hồ chứa nước Veselovsky bị vỡ đập, Tập đoàn quân xe tăng 1 (Đức) đã phát triển tấn công với tốc độ rất cao với cự ly lên đến 255 km trong một tuần. Ngày 30 tháng 7 năm 1942, tướng Franz Halder, Tổng tham mưu trưởng lục quân Đức viết:
| “                                         | Tình hình tại Cụm tập đoàn quân "A" phát triển rất thuận lợi. Việc di chuyển của đối phương ở phía trước Tập đoàn quân 17 trên tất cả các mặt trận và trên các cánh quân phía Đông (Tập đoàn quân xe tăng 1) đã biến một cuộc tháo chạy. Việc đánh chiếm các mỏ dầu ở Maikop chỉ còn tính từng ngày | ” |
| — Franz Halder. Dự thảo nhật lệnh số 309, | |   |

Ngày 4 tháng 8 năm 1942, Quân đoàn bộ binh sơn chiến 49 (Đức) và Quân đoàn sơn chiến Alpino (Italia) đổ quân bằng tàu hỏa xuống khu vực Stavropol và men theo các con sông nhỏ Laba, Yrup, Melnaya Zelenichk, Bolsaya Zelenichk, Kuma, Malka và thượng nguồn sống Kuban tiến lên các triền núi phía Tây Bắc dãy Kavkaz. Ngày 5 tháng 8, Quân đoàn sơn chiến Alpino (Italia) đánh chiếm khu dân cư Ispravnaya, Sư đoàn bộ binh sơn chiến 2 (Đức) vượt qua Mikoyan-Shakha (???) đánh chiếm thị trấn Teberda, Sư đoàn bộ binh sơn chiến 2 (Romania) men theo hai bờ sông Laba và Yrup tiến lên trại leo núi Sanchago, Sư đoàn bộ binh sơn chiến 1 (Đức) theo thượng sông Kuban tiến lên trại leo núi Terskol ngay dưới chân ngọn Elbrus,. Ngày 6 tháng 8, các phân đội phái đi trước của Sư đoàn bộ binh sơn chiến 2 (Đức) đã đánh chiếm đèo Klukhori nằm trên con đường chiến lược dẫn đến cảng Sukhumi trên bờ biển đen. Ngày 9 tháng 8, Bộ tư lệnh Tập đoàn quân 46 (Liên Xô) mới biết việc này và điều động Quân đoàn bộ binh sơn chiến 3 (thiếu lữ đoàn 20) phản kích. Đến ngày 15 tháng 8, quân đoàn này đã đẩy được Sư đoàn bộ binh sơn chiến 2 (Đức) xuống chân đèo phía Bắc. Từ ngày 11 đến ngày 25 tháng 8, tại đèo Marukh dẫn thị trấn Gagry nằm trên con đường sắt từ Sukhumi đến Tuapse, trung đoàn biên phòng 23 và lữ đoàn bộ binh sơn chiến 20 đã chiến đấu đến người cuối cùng để ngăn chặn cuộc tấn công vượt đèo của Quân đoàn sơn chiến Alpino (Italia). Ngày 27 tháng 8, Tập đoàn quân 46 điều các sư đoàn bộ binh 394, 406 và trung đoàn cơ giới 33 NKVD đã được điều động đến phản công và hất Quân đoàn Alpino (Italia) xuống chân núi, giữ được tuyến đường sắt chiến lược chạy dọc bờ tây Biển Đen. Ở phía Nam, sau nhiều trận đột kích, Sư đoàn bộ binh sơn chiến 1 (Đức) chỉ chiếm được Trại leo núi số 11 dưới chân ngọn Elbrus và đã phải dừng lại vì thương vong lớn.

## Kết quả và đánh giá
Mặc dù có nhiều xe tăng nhưng khi tấn công vào Kavkaz, quân đội Đức chỉ có thể phát huy tác dụng của các vũ khí hạng nặng trên đồng bằng Kuban. Những vũ khí ấy đã tỏ ra bất lực trước các ngọn núi vùng Kavkaz. Những con đường duy nhất mà xe tăng có thể đi qua để tiến ra Biển Đen nhằm cắt đôi Cụm tác chiến Biển Đen của quân đội Liên Xô là các con đèo chiến lược đều bị Tập đoàn quân 46 (Liên Xô) khóa chặt. Không quân Đức cũng không thể phát huy tác dụng đối với các trận đánh trên các triền núi do xạ giới bị che khuất đáng kể. Kết thúc chiến dịch, Quân đoàn bộ binh sơn chiến 49 và Quân đoàn sơn chiến Alpino (Italia) phải dừng lại và tổ chức phòng ngự dưới chân phía Bắc dãy Kavkaz, một tuyến phòng ngự hết sức bất lợi cho họ. Phối hợp với lục quân và không quân, hải quân Liên Xô đã hoàn thành nhiệm vụ vận tải và yểm hộ từ đường biển và bảo vệ các hải cảng quan trọng dọc bờ Tây Biển Đen như Novorrossisk, Tuapse, Sukhumi, Poti, Batumi. Trong khi quân Đức chỉ có thể dựa vào con đường sắt Rostov - Mozdok làm tuyến tiếp tế chủ yếu thì quân đội Liên Xô vẫn nhận được nguồn tăng viện và cung cấp đạn dược, hậu cần đều đặn do hạm đội Biển Đen chuyên chở đến.